# Allocosa ruwenzorensis
Allocosa ruwenzorensis är en spindelart som först beskrevs av Embrik Strand 1913.  Allocosa ruwenzorensis ingår i släktet Allocosa och familjen vargspindlar. Inga underarter finns listade i Catalogue of Life.